# Cryptophagus cellaris
Cryptophagus cellaris là một loài bọ cánh cứng trong họ Cryptophagidae. Loài này được Scopoli miêu tả khoa học năm 1763.

## Hình ảnh

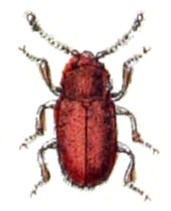